# Agrotis trigonalis
Agrotis trigonalis là một loài bướm đêm trong họ Noctuidae.